# Cibachrome
Le Cibachrome ex-Ilfochrome est un procédé de tirage photographique couleur depuis un film inversible (ce dernier souvent sous la forme d'une diapositive couleur) produit jusqu'en 2013 par Ilford.
Ce procédé est celui utilisé par le laboratoire français « Cadre en Seine Labo » pour réaliser des tirages argentiques couleurs grâce aux derniers stocks de papier et chimie disponibles en Europe.
Une association a repris le nom de Cibachrome en 2016.

## Histoire
Les procédés de tirage couleur par destruction de pigments, également désignés comme « procédés par décoloration » ou « par blanchiment », datent du début du XXe siècle, avec le procédé Utocolor du Dr J. H. Smith introduit en 1906 à Zurich, puis le procédé Gasparcolor de Bela Gaspar en 1933. Cette technique est donc plus ancienne que les techniques à couplage de colorants de Type C ou de Type R, également appelées techniques chromogéniques, qui datent de 1936.
Le procédé est d'abord commercialisé au début des années 1960 sous le nom « Cilchrome » (« cil » pour Ciba, Ilford, et Lumière, les trois sociétés associées). Il prendra ensuite le nom de « Cibachrome ». Après le rachat d'Ilford par l'américain International Paper, Ciba-Geigy a demandé que ce procédé auquel elle ne prenait plus part change de nom, « Cibachrome » est donc devenu « Ilfochrome ». Le premier terme (ou son raccourci, « Ciba ») est cependant resté dans le langage courant.
Depuis la faillite de l'usine Ilford Imaging Switzerland en 2013, les derniers tirages sur Cibachrome ont été proposés par Roland Dufau jusqu'à fin novembre 2017 et toujours par Cadre en Seine grâce à des stocks restants.
Début 2023, la société parisienne met finalement un terme à ces tirages.

## Intérêt
Les tirages Ilfochrome sont réputés pour leurs qualités d'archivage (constance des colorants). Les blancs des épreuves Ilfochrome sont également réputés pour leur pureté, c'est-à-dire pour l'absence de cet aspect « sale » des zones blanches qu'on observe parfois sur les tirages couleur depuis négatif.
Enfin, on vante l'acutance des épreuves Ilfochrome, qui ne seraient pas sujettes à la dispersion de la lumière qui affecte les épreuves depuis négatif couleur.

## Principe
Il s'agit d'un procédé de tirage positif permettant d'obtenir une épreuve directement à partir de diapositives (procédé « positif-positif »), contrairement au transfert internégatif ou aux procédés additifs de Type R parfois utilisés par les laboratoires pour le tirage depuis diapositives.

### Papier
Les tirages Ilfochrome s'effectuent sur une base de polyester tri-acétate stable, donc à strictement parler une base plastique et non papier. Les pigments colorés sont inclus dans cette base et sont sélectivement blanchis durant le traitement, ce qui est l'opposé des procédés additifs pour lesquels les pigments sont contenus dans la chimie du traitement. Non-exposé, le « papier » Ilfochrome est brun foncé. Plus l'exposition dure, plus l'épreuve après traitement sera claire, ce qui est anti-intuitif pour les opérateurs habitués au tirage noir et blanc.
Les pigments utilisés, appelés Azo, présentent une saturation des couleurs importante et sont proches chromatiquement des cyan, jaune et magenta de référence.
Le papier Ilfochrome peut être mat ou brillant. Il comprend neuf couches (en plus du support et du papier) en partant de la base :
1. support
2. papier RC polyester tri-acétate
3. couche d'émulsion sensible au rouge avec colorant cyan
4. couche d'émulsion sensible au rouge sans colorant
5. intercouche de gélatine
6. couche d'émulsion sensible au vert avec colorant magenta
7. couche d'émulsion sensible au vert sans colorant
8. couche intermédiaire de masque
9. couche d'émulsion sensible au bleu avec colorant jaune
10. couche d'émulsion sensible au bleu sans colorant
11. vernis/glaçage

### Processus
Le processus de tirage Ilfochrome commercialisé pour les laboratoires amateurs (P30) comprend cinq phases :
1. le développement par un révélateur noir et blanc conventionnel ;
2. un premier rinçage à l'eau ;
3. le blanchiment par bain d'acide pour enlever les pigments ou agents colorants non exposés ;
4. le fixage de l'épreuve ;
5. le lavage de l'épreuve à l'eau, généralement court à cause du support tri-acétate et non papier.

Les procédés P3 et P3X conçus pour les machines automatiques avec entretien des laboratoires professionnels nécessitent des bains de lavage intermédiaires en supplément. Le procédé P4 Ilfochrome Rapid est quant à lui conçu pour des temps sec-à-sec réduits, toujours pour une utilisation professionnelle, mais il ne s'agit plus de Cibachrome (bien qu'il s'agisse toujours d'un procédé par décoloration).